# Bálticos

Distribuição das tribos bálticas por volta de 1200 da Era Cristã. Os bálticos orientais são mostrados em tons de marrom enquanto os bálticos ocidentais são mostrados em tons de verde. As fronteiras são aproximadas.

Os povos bálticos ou baltos (letão: balti; lituano: baltai; latgálio: bolti), definidos como falantes de uma das línguas bálticas, um ramo da família de línguas indo-europeias, são os descendentes de um grupo de tribos indo-europeias que colonizou a região entre o baixo Vístula, o alto Duina Ocidental e o rio Dnieper no litoral sudeste do mar Báltico.
Os milhares de lagos e pântanos nesta área contribuíram para o isolamento geográfico dos bálticos nesta região, e as línguas bálticas retiveram várias características arcaicas e conservadoras. Entre os povos bálticos estão os modernos lituanos, letões e latgálios - todos bálticos orientais - assim como os prussianos antigos, jotvingianos e galindianos, cujas línguas e culturas estão extintas.

## História

### Pré-história
O berço pré-histórico dos povos bálticos de acordo com pesquisas arqueogenéticas e estudos arqueológicos foi a região próxima ao mar Báltico e a Europa central no final da idade do gelo e no começo do Mesolítico. Eles se espalharam na região que vai do Báltico a oeste ao Volga no leste. O berço eslavo foi a região danubiana-cracoviana próxima ao Báltico. Os eslavos entraram na região do Dnieper na Ucrânia no século VI após a invasão ávara da Europa, conquistando e assimilando a maioria dos bálticos orientais. De acordo com algumas teorias antigas, a região formadora dos bálticos estava localizada até o final do segundo milênio a.C. próxima ao alto e médio Dnieper na moderna Ucrânia, acreditando-se que a mesma tenha sido estabelecida por uma hipotética comunidade balto-eslava: isto é, uma população ancestral dos modernos bálticos e eslavos. No começo do primeiro milênio a.C., vários grupos de povos migraram da região do Dnieper para as margens do mar Báltico, onde eles se estabeleceram entre os rios Pasłęka e Neman. Esta não é provavelmente a migração que deu origem às tribos bálticas.
Vários acadêmicos, como o lingüísta lituano Kazimieras Būga, o lingüísta alemão Max Vasmer, e os lingüístas russos Vladimir Toporov e Trubachov, que conduziram estudos etimológicos dos nomes dos rios da Europa oriental, eram capazes de de identificar em certas regiões nomes de procedência especificamente bálticas, que muito provavelmente indicam onde os bálticos viveram nos tempos pré-históricos. Esta informação é resumida e sintetizada por Marija Gimbutas em Os Bálticos (1963) na localização de uma provável terra natal proto-báltica. Suas fronteiras estão aproximadamente: a partir de uma linha no litoral pomerânio que no lado oriental inclui ou quase inclui as atuais localizações de Varsóvia, Kiev e Kursk, passa ao norte de Moscou ao rio Berzha, e a oeste segue uma linha irregular até o litoral do golfo de Riga, ao norte de Riga.
Esta terra natal inclui todos os bálticos históricos e cada local onde os bálticos tenham sido citados ou implicitamente tenham estado em diferentes períodos de tempo. A ocupação báltica da Rússia ocidental, por exemplo, pode ser datada no século IV da Era Cristã.
Nos primeiros séculos do primeiro milênio, as tribos bálticas colonizaram a região entre os rios Vístula e Duina Ocidental. Sua cultura é facilmente reconhecível e muito provavelmente eles foram os ancestrais das tribos bálticas ocidentais (prussianos antigos, jotvingianos, galindianos, escalovianos e curonianos) e orientais (lituanos, semigalianos e latgálios).
Em 98, Tácito descreveu uma das tribos vivendo próximo ao mar Báltico (Mare Svebicum) como Aestiorum gentes, ou "recolhedores de âmbar". Acredita-se que estes povos eram habitantes da península Sambiana, embora não exista outra fonte contemporânea.
A cultura proto-báltica que permaneceu na região do Dnieper, no entanto, continuou gerando cultura semelhante à sua contraparte báltica, e também era similar às culturas de outros povos que habitavam as florestas da Europa oriental, que se tornou quase completamente eslavizada entre os séculos VII e X.

### Invasões
Nos séculos XII e XIII, disputas internas, assim como invasões de rutenianos e poloneses e depois a expansão da Ordem Teutônica, teve como resultado a quase completa aniquilação dos galindianos, curonianos e jotvingianos. O últimos dos prussianos antigos se tornou germanizado em algum momento do século XVI, após a Reforma Protestante na Prússia. As culturas dos lituanos e latgalianos/letões sobreviveram e se tornaram ancestrais das populações dos modernos países Lituânia e Letônia.

### Pesquisa genética e uma possível origem fino-úgrica
Além disso, e em grande parte em contradição com a pesquisa sobre a análise da base lingüística, dados genéticos relacionados tem começado a surgir nos últimos anos. De acordo com uma pesquisa finlandesa (Laitinen et al, 2001) e com Richard Villems (2001, Estônia), que realizou análises dos componentes principais de algumas linhas genéticas principais, os parentes genéticos mais próximos dos modernos bálticos (lituanos e letões) parecem ser os modernos estonianos e o povo mari (da república autônoma de Mari El na Rússia) enquanto russos e poloneses tem consideravelmente pouca similaridade genética. Isto tem levado alguns cientistas a acreditar que os povos hoje conhecidos como bálticos eram no início amplamente de origem fino-úgrica (ou então os atuais finlandeses eram inicialmente de origem báltica oriental) e assim, as línguas faladas atualmente por estes grupos teriam se estabelecido através de substituição lingüística.

## Povos bálticos e tribos
- Lituanos
- Letões
- Latgálios
- Curonianos (Kursi) †
- Curonianos (Kursenieki)
- Curonianos reais †
- Prussianos antigos †
- Samogícios
- Semigalianos (Zemigalianos) †
- Jotvingianos †
- Selonianos †
- Nadruvianos †
- Escalovianos †
- Galindianos orientais †
- Bálticos do Dnieper (orientais) †

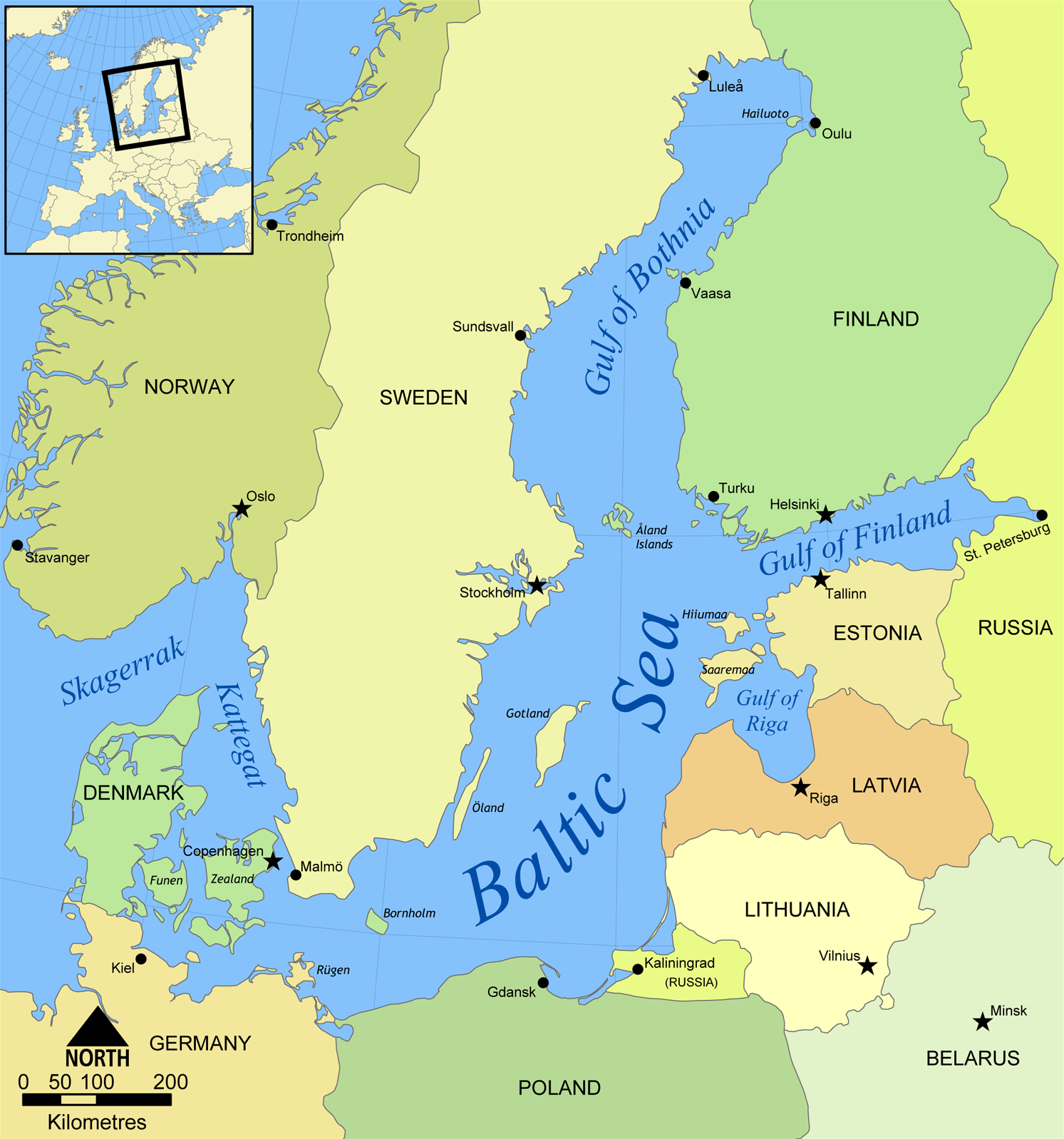
Mapa do mar Báltico.

- Bálticos pomerânios (ocidentais) †

† Extinto